# Mike Dodd
Michael "Mike" Dodd (Manhattan Beach, 20 augustus 1957) is een voormalig Amerikaans volleyballer en beachvolleyballer. In de laatste discipline won hij met Mike Whitmarsh in 1996 zilver op de Olympische Spelen. Daarnaast heeft hij in totaal 62 overwinningen in de AVP Tour op zijn naam staan.

## Carrière

### 1979 tot en met 1989
Dodd vormde van 1979 tot en met 1993 een beachvolleybalduo met Tim Hovland. Ze waren vooral actief in de Amerikaanse competitie: eerst in los verband en sinds 1984 in de AVP Tour. Dat jaar speelde Dodd vijftien wedstrijden waarvan dertien met Hovland. Hij behaalde op een toernooi na enkel podiumplaatsen. In Hermosa Beach, Manhattan Beach, Chicago en Ocean Beach werd bovendien gewonnen. Het seizoen daarop nam hij met Hovland deel aan elf en met Karch Kiraly aan vijf toernooien. In totaal eindigde Dodd veertienmaal op het podium en boekte hij zeven overwinningen (Phoenix, Long Beach, Hermosa Beach, Manhattan Beach, Cape Cod, Chicago en Redondo Beach). In 1986 speelden Dodd en Hovland zeventien wedstrijden en behaalden ze zes zeges (San Diego, Cape Cod, Seal Beach, Pacific Palisades, Redondo Beach en San Francisco). Daarnaast won hij met Jon Stevenson in Burbank.
Het daaropvolgende jaar kwam hij uit op 23 toernooien. In totaal boekte hij acht overwinningen, waarvan zeven met Hovland (Clearwater, Laguna Beach, Will Rogers State Beach, Milwaukee, tweemaal Manhattan Beach en San Diego) en een met Kiraly in Miami. In 1988 nam Dodd met Hovland deel aan 25 toernooien met tien eerste plaatsen als resultaat (Dallas, Ventura, Seal Beach, Honolulu, Cleveland, Salisbury, Milwaukee, Santa Cruz, Seattle en San Diego). Bovendien speelden ze in Rio de Janeiro hun eerste internationale toernooi dat door FIVB georganiseerd werd. Het seizoen daarop deden ze mee aan 23 toernooien in de AVP Tour met acht zeges als resultaat (Tucson, Phoenix, Clearwater, Boulder, Milwaukee, Rochester, Seattle en Hermosa Beach). In Rio eindigde het duo verder als derde.
Daarnaast was Dodd in de jaren 1980 actief in de zaal. Van 1981 tot 1982 en in 1985 kwam hij uit voor de nationale volleybalploeg en van 1983 tot 1984 en in 1986 speelde hij in de Italiaanse competitie.

### 1990 tot en met 1997
In 1990 nam hij deel aan 24 toernooien in de Amerikaanse competitie, waarvan zeventien met Hovland. Het duo boekte twee overwinningen in Houston en Fresno. Internationaal behaalden ze verder een tweede plaats in Rio. Het daaropvolgende seizoen speelde Dodd 24 wedstrijden in de AVP Tour met verschillende partners, waaronder Hovland, Brent Frohoff en Ricci Luyties. Met Luyties won hij het toernooi in San Antonio. Daarnaast werd hij met Stevenson vierde in Rio de Janeiro. In 1992 deed hij mee aan 25 toernooien in de binnenlandse competitie. Met Hovland kwam hij in twaalf wedstrijden niet verder dan een tweede plaats in Chicago en in vier wedstrijden met Stevenson was een derde plaats in New Orleans het beste resultaat. Met Pat Powers behaalde Dodd vijf podiumplaatsen in acht wedstrijden, waaronder een overwinning in Seal Beach. Het jaar daarop nam hij met Hovland deel aan acht toernooien waaronder een eerste plaats in Phoenix als resultaat. Vervolgens vormde hij een team met Mike Whitmarsh. Ze speelden in 1993 nog dertien wedstrijden en werden eerste in Seal Beach.
Het seizoen daarop was het duo actief op 25 toernooien in de Amerikaanse competitie. Ze behaalden zeventien podiumplaatsen, waarvan drie eerste plaatsen (Fort Myers, Isla Verde en Seal Beach). In 1995 namen ze opnieuw deel aan 25 toernooien en boekten ze zes zeges (Pensacola, Clearwater, San Francisco, Baltimore, Milwaukee en Seal Beach). Daarnaast wonnen ze het FIVB-toernooi in Hermosa Beach. Met Randy Stoklos deed Dodd verder mee aan het toernooi in Carolina. Het daaropvolgende jaar nam het duo deel aan de eerste officiële editie van het beachvolleybaltoernooi op de Olympische Spelen in Atlanta. Dodd en Whitmarsh wonnen in eigen land de zilveren medaille, nadat ze de finale van hun landgenoten Kiraly en Kent Steffes verloren hadden. In de FIVB World Tour speelde ze verder vijf wedstrijden met twee overwinningen (Espinho en Fortaleza) en een tweede plaats (Durban) als resultaat. In de AVP Tour kwamen ze uit op twintig toernooien en boekten ze de overwinning in San Francisco.
In 1997 namen ze deel aan vijftien binnenlandse toernooien met twee eerste plaatsen (Fort Myers en Dallas) als resultaat. Internationaal was Dodd actief op twee toernooien. Met Dain Blanton werd hij dertiende in Rio en met Rob Heidger deed hij mee aan de eerste officiële wereldkampioenschappen in Los Angeles. Ze bereikten de achtste finale waar ze werden uitgeschakeld door hun landgenoten Troy Tanner en Ian Clark. Na afloop van de WK beëindigde Dodd zijn carrière als beachvolleyballer.

## Palmares
Kampioenschappen
- 1996:  OS
- 1997: 9e WK

FIVB World Tour
- 1989:  Rio de Janeiro Open
- 1990:  Rio de Janeiro Open
- 1995:  Hermosa Beach Open
- 1996:  Grand Slam Espinho
- 1996:  World Series Fortaleza
- 1996:  World Series Durban

## Persoonlijk
Dodd is getrouwd met voormalig beachvolleyballer Patty Dodd. Ze hebben twee dochters. Zijn zus Carrie was eveneens professioneel beachvolleyballer.